# ASV Hertha Wien
El ASV Hertha Wien fue un equipo de fútbol de Austria que jugó en la Bundesliga de Austria, la primera división de fútbol del país.

## Historia
Fue fundado en el año 1904 en la capital Viena por un grupo de disidentes del Rudolfshugel Viena. En 1907 ingresa a la Federación Austriaca de Fútbol y cuatro años después fue uno de los equipos fundadores de la Bundesliga de Austria donde terminó en noveno lugar.
A partir temporada 1915/16 el club no tuvo una sede fija jugando todos los partidos en condición de visitante, lo que provocó que el equipo terminara en último lugar perdiendo 16 de los 18 partidos que jugó, pero no descendió a causa de la Primera Guerra Mundial, pero a partir de la temporada 1917/18 ya contaban con sede para jugar de local. Luego de trece temporadas en la Bundesliga de Austria el club desciende por primera vez al terminar en octavo lugar entre 10 equipos, en la última temporada de la liga como liga aficionada.
Luego de una temporada en segunda división retorna a la Bundesliga de Austria como subcampeón, pero descendieron tras solo una temporada al terminar en último lugar entre 13 equipos, pero regresaron a la primera división como campeones de la segunda categoría en la temporada siguiente.
Se mantuvieron por tres temporadas en la Bundesliga de Austria hasta descender en la temporada 1929/30 al terminar en último lugar entre 11 equipos, desapareciendo al terminar la temporada de 1930/31 como equipo profesional, y desaparece oficialmente en 1940.
El club participó en 17 temporadas en la Bundesliga de Austria donde jugó 343 partidos con 81 victorias,75 empates y 187 derrotas, anotó 494 goles y recibió 825.

## Palmarés
- Segunda Liga de Austria: 1

1926/27

## Jugadores

### Jugadores destacados
| - Matthias Sindelar - Josef Bican - Franz Cisar - Vinzenz Dittrich | - Karl Ostricek - Rudolf Rafti - Roman Schramseis |